# 比亚诺斯
比亚诺斯，是西班牙卡斯蒂利亚-拉曼恰自治区阿尔瓦塞特省的一个市镇。 总面积128km², 总人口482人（2001年），人口密度4人/km²。